# Capitano Tarantini
Il Capitano Tarantini è stato un sommergibile della Regia Marina, intitolato alla medaglia d'oro al Valor Militare Raffaele Tarantini.

## Storia
Il 10 giugno 1940, all'entrata in guerra dell'Italia, era in missione al largo di Creta al comando del capitano di corvetta Alfredo Iaschi; l'indomani cercò infruttuosamente di silurare una nave cisterna stimata in circa 7000 tsl (il siluro era difettoso); fece poi ritorno a Taranto (la sua base) il 16 giugno.
Il 27 giugno 1940 partì per la sua seconda missione, al largo di Haifa; il giorno successivo fu attaccato da aerei nel Mar Ionio ma non riportò danni. Il 29 giugno lanciò un siluro contro un cacciatorpediniere britannico (verosimilmente il Dainty, che era fra le unità che due giorni prima avevano affondato il sommergibile Liuzzi, gemello del Tarantini) al largo di Capo Matapan (Creta); il lancio ebbe esito negativo ma ebbe esito negativo anche la caccia condotta dalla nave inglese contro il Tarantini. Verso le undici di sera dell'11 luglio cercò di silurare il piroscafo panamense Beme (3040 tsl) al largo di Haifa; dopo averlo mancato, lo immobilizzò a cannonate e, dopo averlo fatto abbandonare dall'equipaggio, lo colpì con un siluro affondandolo. 
Il Tarantini svolse altre due missioni in Mediterraneo, dopo di che se ne decise l'invio in Atlantico. 
Il 31 agosto 1940 partì dalla base di Trapani, attraversando lo stretto di Gibilterra il 10 settembre; restò poi in pattugliamento al largo delle Azzorre fino al 29, dirigendo poi per Bordeaux, sede della base italiana di Betasom, dove arrivò il 5 ottobre. 
L'11 novembre partì per la seconda missione in Atlantico: fra il 18 novembre e l'8 dicembre fu in agguato a nordovest dell'Irlanda, subendo perdite umane per il mare mosso: poco dopo la partenza un'onda ferì il comandante in seconda, tenente di vascello Attilio Frattura, e il 5 dicembre cadde in mare, annegando, il secondo capo nocchiere Sergio Ciotti. 
Il 2 dicembre attaccò un convoglio di considerevoli dimensioni ma prima di poter lanciare i siluri fu bombardato con 106 cariche di profondità per circa ventiquattr'ore, riportando solo danni lievi; il 5 subì nuovamente caccia antisommergibile per circa dodici ore, uscendone indenne. 
Il 9 dicembre si avviò sulla rotta di rientro; alle 8.35 del 15, mentre, sotto la scorta di tre unità costiere tedesche, stava per imboccare l'estuario della Gironda, fu avvistato dal sommergibile HMS Thunderbolt (al comando di Cecil Crouch), che alle 9.20 gli lanciò sei siluri da circa 3600 metri: alle 9.24 il Tarantini fu centrato da una delle armi ed affondò in pochi istanti in posizione 45°25' N e 1°22' O, con appena cinque sopravvissuti (il comandante in seconda Frattura e quattro fra sottufficiali e marinai). 
Morirono il comandante Iaschi, 6 altri ufficiali e 49 fra sottufficiali e marinai. 
Il Tarantini aveva svolto in tutto 7 missioni di guerra (5 in Mediterraneo e due in Atlantico) percorrendo complessivamente 12.434 miglia in superficie e 1460 in immersione.
Il relitto del sommergibile giace a 40 metri di profondità, a 6-7 miglia dalla costa.